# Svärdsjö församling
Svärdsjö församling är en församling i Falu-Nedansiljans kontrakt i Västerås stift. Församlingen ligger i Falu kommun i Dalarnas län och ingår i Svärdsjö, Enviken och Sundborns pastorat. 

## Administrativ historik
Svärdsjö församling har medeltida ursprung. 1620 utbröts Sundborns församling, 1671 Envikens församling. På 1700-talet bildades Svartnäs församling som kapellag/bruksförsamling i Svärdsjö församling för att 1919 bli kapellförsamling. Svartnäs församling återuppgick i Svärdsjö församling 1995.
Församlingen utgjorde till 1620 ett eget pastorat, för att därefter till 1636 vara moderförsamling i pastoratet Svärdsjö och Sundborn. Från 1636 till 1671 eget pastorat därefter till 1864 moderförsamling i pastoratet Svärdjö och Enviken som på 1700-talet även omfattade Svartnäs församling. Från 1864 till 1995 moderförsamling i pastoratet Svärdsjö och Svartnäs för att från 1995 till 2014 åter utgöra ett eget pastorat. Från 2014 ingår församlingen i Svärdsjö-Envikens pastorat, från 2018 utökat och namnändrat till Svärdsjö, Enviken och Sundborns pastorat.

## Organister
Lista över organister i Svärdsjö församling.
| Verksam   | Namn                  | Levnadstid | Övrigt         |
| --------- | --------------------- | ---------- | -------------- |
| 1670-1689 | Samuel Danielsson     | -1689      |                |
| 1706-1731 | Samuel Samuelsson     | 1633-1731  |                |
| 1732-1749 | Johan Sundstén        | 1701-1749  | Även klockare. |
| 1749-1769 | Anders Westelius      | 1722-1769  |                |
| 1770-1821 | Fredrik Salling       | 1744-1821  |                |
| 1821-1867 | Gustaf Salling        | 1801-1884  |                |
| 1867-1902 | Gustaf Daniel Sjöberg | 1845-1922  |                |
| 1903-1933 | Olof Johansson Widner | 1866-1947  |                |
| 1929-1951 | H. Albert Björklund   | 1905-      |                |

## Befolkningsutveckling
| Befolkningsutvecklingen i Svärdsjö församling 1860–1990       | Befolkningsutvecklingen i Svärdsjö församling 1860–1990 | Befolkningsutvecklingen i Svärdsjö församling 1860–1990 | Befolkningsutvecklingen i Svärdsjö församling 1860–1990 | Befolkningsutvecklingen i Svärdsjö församling 1860–1990 |
| ------------------------------------------------------------- | ------------------------------------------------------- | ------------------------------------------------------- | ------------------------------------------------------- | ------------------------------------------------------- |
|                                                               |                                                         |                                                         |                                                         |                                                         |
| År                                                            |                                                         |                                                         | Folkmängd                                               |                                                         |
| 1860                                                          | 1860                                                    |                                                         | 4 375                                                   |                                                         |
| 1870                                                          | 1870                                                    |                                                         | 4 618                                                   |                                                         |
| 1880                                                          | 1880                                                    |                                                         | 4 826                                                   |                                                         |
| 1890                                                          | 1890                                                    |                                                         | 4 936                                                   |                                                         |
| 1900                                                          | 1900                                                    |                                                         | 5 266                                                   |                                                         |
| 1910                                                          | 1910                                                    |                                                         | 5 420                                                   |                                                         |
| 1920                                                          | 1920                                                    |                                                         | 5 404                                                   |                                                         |
| 1930                                                          | 1930                                                    |                                                         | 5 021                                                   |                                                         |
| 1940                                                          | 1940                                                    |                                                         | 4 491                                                   |                                                         |
| 1950                                                          | 1950                                                    |                                                         | 4 674                                                   |                                                         |
| 1960                                                          | 1960                                                    |                                                         | 4 582                                                   |                                                         |
| 1970                                                          | 1970                                                    |                                                         | 4 319                                                   |                                                         |
| 1980                                                          | 1980                                                    |                                                         | 4 439                                                   |                                                         |
| 1990                                                          | 1990                                                    |                                                         | 4 628                                                   |                                                         |
| Anm: Källor: Demografiska databasen, CEDAR, Umeå universitet. |                                                         |                                                         |                                                         |                                                         |

## Kyrkor
- Svärdsjö kyrka
- Svartnäs kyrka
- Lumshedens kapell